# Fengjian
El Fēngjiàn (封建) era una ideologia política desenvolupada pels filòsofs confucianistes i "legalistes" durant l'últim període de la dinastia Zhou de la Xina antiga, l'estructura social de la qual forma un sistema decentralitzat de govern basat en quatre ocupacions, o "quatre categories de les persones". Els reis Zhou infeudaven les terres als seus amics guerrers i parents, creant amplis dominis de terraa. El sistema Fengjian que van crear destinava a una regió o tros de terra a un individu, establint-lo com a sobirà d'aquella regió. Els vassalls es van rebel·lar finalment contra els reis Zhou, i es van desenvolupar en els seus propis regnes, acabant, per això amb el govern centralitzat de la dinastia Zhou. Com a resultat, la història xinesa, des de la dinastia Zhou o Chou (1046 aC–256 aC) fins a la dinastia Qinha estat considerada un període feudal per molts historiadors xinesos, a causa del costum de l'infeudament de terres, similar al d'Europa. Però alguns erudits han suggerit que el fengjian, en canvi, no té alguns dels aspectes fonamentals del feudalisme.
Cada estat era independent i tenia els seus propis impostos i sistemes legals amb una moneda única. Els nobles tenien l'obligació de retre un homenatge regular al seu rei i de proporcionar-li soldats en temps de guerra. Aquesta estructura va tenir un paper important en l'estructura política del Zhou Occidental que estava expandint els seus territoris cap a l'est. En el moment oportú això va propiciar un empoderament dels nobles, que lluitaven entre ells per tenir més poder, fet que provocaria que l'autoritat dels reis Zhou minvés produint la seva caiguda.

## Quatre ocupacions
Les quatre ocupacions eren: els shì (士), la classe dels erudits "cavallerescos", la major part dels quals de baix ordre aristocràtic, els gōng (工), que eren els artesans del regne que, com els grangers, produïen béns essencials necessaris per ells i per la resta de la societat, els nóng (农/農), que eren els grangers camperols que cultivaven la terra que proporcionaven el menjar necessari pel poble i les ofrenes pel rei, i finalment els shāng (商), que eren els mercaders i comerciants del regne.
El Zongfa (宗法, llei de Clan), que s'aplicava a totes les classes socials, governava la primogenitura en els rangs i la successió d'altres germans. El fill més vell del consort heredaria el títol i retindria el mateix rang en el sistema. Altres fills del consort, concubines, i amants rebrien títols un rang per sota que el del seu pare. A mesura que passava el temps, tots els termes perdrien el seu significat malgrat tot. Zhuhou (诸侯), Dafu (大夫), i Shi (士) esdevindrien sinònims d'oficials de la cort.
Les quatre ocupacions del sistema Fēngjiàn diferien a les del feudalisme europeu en què la gent no naixia sent d'una classe específica, com ara per exemple, un fill d'un artesà (gong) es podia acabar formant part de la classe dels comerciants (shang), i vice-versa.
La magnitud de les tropes i les terres que podia posseir un noble estarien associades als rangs de noblesa, que de més alt a més baix eren:
1. duc - gōng 公(爵)
2. marquès - hóu 侯(爵)
3. comte o earl - bó 伯(爵)
4. vescomte - zǐ 子(爵)
5. baró - nán 男(爵)

Així com abans de la Dinastia Han un noble amb un topònim en el seu títol governava de fet aquell lloc, a partir de llavors només va ser així de manera nominal. Qualsevol membre masculí de la noblesa o de l'alta burgesia podia ser anomenat gongzi (公子 gōng zǐ) (o wangzi (王子 wáng zǐ) en el cas que fos el fill del rei).

## Sistema de pou-terra

El contorn marró que separa les parceles sembla el caràcter xinès well (井)

El sistema de pou-terra (井田制度, jǐngtián zhìdù) era un mètode de distribució de terra xinès que va existir des del segle ix aC (a la darreria de la dinastia Dinastia Zhou a l'oest) fins al voltant del final del Període dels Regnes Combatents. El seu nom prové del caràcter xinès 井 (jǐng), que significa pou i sembla el símbol #; aquest caràcter representa l'aparença teòrica de la divisió de la terra: una àrea de terra quadrada en ser dividida en nou seccions de mida idèntica; sent les vuit seccions exteriors (私田; sītián) cultivades privadament pels serfs i la secció central (公田; gōngtián) sent habitualment cultivada en nom de l'aristòcrata terratinent.
Així com totes les terres eren possessió dels aristòcrates, els camps privats eren gestionats exvlusivament pels serfs i tots els productes eren dels grangers. Només era el producte de les parcel·les comunes, treballades per les vuit famílies, que anava a parar als aristòcrates que, alhora, el podien oferir als reis com a ofrena.
Com a part d'un sistema feudal fēngjiàn més gran, el sistema de pou-terra es va accentuar en el període de primaveres i tardors en tant que els vincles parentius entre els aristòcrates esdevindrien insignificants. Quan el sistema es va tornar econòmicament insostenible durant el període de regnes combatents, va ser substituït per un sistema de possessió de terres privat. Va ser suspès per primer cop a l'estat de Qin per Shang Yang i altres estats el seguirien posteriorment.
Com a part de les reformes de Wang Mang per fer anar el rellotge cap enrere durant la curta Dinastia Xin, el sistema es va restablir temporalment i va ser reanomenat com els Camps del Rei (王田; wángtián). La pràctica es va donar per acabada aproximadament durant la Dinastia Song, però erudits com Zhang Zai i Su Xun apostaven pel seu restabliment i en parlaven amb una admiració potser sobresimplificada, invocant les freqüents lloances de Menci sobre les bondats del sistema.

## Marxisme xinès
Els historiadors marxistes de la Xina han descrit àmpliament la societat xinesa antiga com a feudal. El Fengjian és especialment important en la interpretació historiogràfica marxista de la història xinesa de la Xina, d'una societat esclava a una societat feudal. El primer a encunyar aquest terme referit a la societat xinesa va ser l'historiador marxistsa i un dels escriptors líders del segle xx a la Xina, Guo Moruo, als anys 30 del segle passat. Les opinions de Guo Moruo van dominar la interpretació oficial dels arxius històrics, segons les quals el sistema polític de la dinastia Zhou es pot considerar feudal en molts aspectes i és comparable al sistema feudal europeu. Guo Moruo va basar l'aplicació d'aquest terme en dos supòsits:
El primer supòsit es basava en la concepció del feudalisme com a forma d'organització social que sorgeix sota certes circumstàncies, principialment la deterioració d'una forma centralitzada de govern que és substituïda per estats feudals independents que només debien uns impostos mínims i lleialtat a un governador central. Se suposa que aquesta situació va prevaldre a la Xina després del declivi de la dinastia Shang i la conquesta dels territoris Shang del clan Zhou. Una de les raons pel canvi a estats feudals es diu que és la introducció de la tecnologia siderúrgica.
El segon supòsit per classificar la dinastia Zhou com a feudal segons Guo Moruo era la similitud dels elements essencials del feudelisme que incloïen la concessió de terres sota la forma de "feus" a l'alta burgesia cavalleresca, com en el cas del feudalisme europeu. A Europa, els feus de terra eren concedits pels lords o el governador als cavalleres, que eren considerats 'vassalls' i en canvi prometien lleialtat al lord i proporcionaven suport militar en temps de guerra. A la Xina, en comptes d'un salari, el governant de Zhou donava terres a cada noble i a la gent que vivia a les terres i que donava part dels guanys als nobles com a impost. Aquests feus eren concedits a través de cerimònies fastuoses a la part oest de Zhou, on es concedien les parcel·les, els títols i els rangs de les tarres en cerimònies simbòliques i formals que eren increïblement opulents i comparables a les cerimònies d'homenatge europees en què els vassalls prenien jurament de lleialtat i fidelitat en rebre teres, terres conegudes com a 'feus'. Aquestes cerimònies del període antic de la dinastia Zhou eren commemorades en inscripcions en vasos de bronze, molts dels quals daten d'aquesta època. Algunes d'aquestes inscripcions en vasos de bronze també confirmen la participació d'acrivitat militar en aquestes relacions feudals.

### Comparacions
Sota la societat feudal del període Zhou, la relació basada en el parentiu i la naturalesa contractual no eren necessaris mentre que en el model europeu, el lord o vassall tenien obligacions i deures mutus específics. En el feudalisme europeu medieval, es donava el cas clàssic del 'lord noble' si bé en les etapes mitjana i tardana de la societat feudal xinesa el cas clàssic del sistema de terratinents estava per donar-se. A Europa, els senyorius feudals eren hereditaris i irrevocables: passaven de generació en generació, mentre que els senyorius a la dinastia Zhou no eren hereditaris, requerien una reelecció i podien ser revocats. El serf medieval estava lligat a la seva terra i no podien ni marxar-ne ni alienar-la, mentre que el camperol Zhou era lliure de marxar o, si tenia els mitjans, d'adquirir la terra en petites parcel·les. A més, a Europa, el feudalisme també estava considerat com a part d'un sistema econòmic en què els lords es trobaven a dalt de tot de la piràmide social, seguits pels vassals, i llavors els camperols que estaven lligats a la terra i eren els responsables de la seva producció.
En el sistema Zhou, el sistema feudal no era responsable de l'economia. És més, segons el llibre China-Una Nova Història dels historiadors de la Xina americans John K. Fairbank i Merle Goldman, també existien dissemblances entre la classe dels mercaders dels dos sistemes. A l'Europa feudal, la classe comerciant va protagonitzar un desenvolupament remercable en els nuclis urbans allunyats de les masies i les aldees. Els nuclis europeus podien créixer a part del sistema feudal enlloc de ser-ne integrats, ja que els aristòcrates terratinents estaven establerts en masies i mansions de camp. Per tant, les ciutats no van patir la influència del lords feudals i estaven únicament sota l'autoritat dels reis del regne. A la Xina aquestes condicions no es donaven i el rei i els seus oficials depenien en gran manera de l'alta burgesia hisendada. Així doncs, no hi havia cap poder polític que pogués motivar el creixement de la classe del comerciants d'una manera independent. Els pobles i aldees eren un sistema integrat i els comerciants seguien estant sota el control de l'alta burgesia en comptes d'establir un comerç i una economia independents.
Més enllà del fet que la societat agrària fos dominada per senyors feudals en ambdues societats, l'aplicació del terme 'feudal' a la societat de l'oest de Zhou ha estat en certa manera subjecte d'un debat ateses les diferències entre els dos sistemes. El sistema feudal Zhou va ser qualificat com a 'protoburocràtic' (a The Prehistory and Early History of China de J.A.G. Roberts) i la burocràcia existia juntament amb el feudalisme, mentre que a Europa, la burocràcia va sorgir com a contra sistema de l'ordre feudal. Llavors, segons alguns historiadors, el terme feudalisme no pretén encabir perfectament a l'estructura política del Zhou occidental sinó que vol ser condierat com un sistema anàleg al que existia a l'Europa medieval. Segons Terence J. Byres escriu a Feudalism and Non European Societies "El feudalisme a la Xina ja no representa la desviació de la norma basada en el feudalisme europeu, sinó que és un cas clàssic de feudalisme en el seu propi dret".

## Obra citada
- La Prehistòria i la Història Antiga de la Xina – per J.A.G. Roberts
- Xina-Una història nova per John K. Fairbank I Merle Goldman
- Byres, Terence i Harbans Mukhia, (1985). Feudalisme i societats no europees. Stonebridge Press, Bristol. pp. 213, 218, ISBN 0-7146-3245-7
- Levenson, Schurmann, Joseph, Franz (1969). Xina-Una història interpretativa: dels inicis a la caiguda de Han. Londres, Anglaterra: Regents of the University of California pp. 34–36. ISBN 0-520-01440-5.
- Dirlik, Arif (1985). Feudalisme i societats no europees. Londres: Franc Cass i Co. Limired. pp. 198, 199. ISBN 0-7146-3245-7